# 東條織江
東條 織江（とうじょう おりえ、1975年10月11日 - ）は、兵庫県出身の女優。身長162cm。体重48kg。血液型はA型。舞夢プロ所属。

## 出演

### 映画
- 自由戀愛（2005年） - 市川房江 役
- タクミくんシリーズ そして春風にささやいて（2007年）
- クライマーズ・ハイ（2008年） - 悠木の母 役

### Vシネマ
- 女形気三郎（2001年） - お峰 役

### テレビドラマ
NHK
- 篤姫（2008年） - 福田 役
- セカンドバージン（2010年） - 東條 役
- 江〜姫たちの戦国〜（2011年） - 初の侍女 役
- 梅ちゃん先生（2012年）
- はつ恋（2012年） - 事務員 役
- 八重の桜（2013年） - 佐々山フサ 役

日本テレビ
- おせん（2008年） - リカ 役
- さよならぼくたちのようちえん（2011年） - 拓実の母 役
- ゴーストママ捜査線〜僕とママの不思議な100日〜（2012年） - 母親 役
- だが、情熱はある（2023年） - スーパー女性店員 役

TBS
- MONSTERS（2012年） - 事務員 役
- アリスの棘（2014年）
- SAKURA〜事件を聞く女〜（2014年） - 藤間利香子 役
- 笑うマトリョーシカ 第4話（2024年） - 吉良知香 役

フジテレビ
- 御家人斬九郎 第5シリーズ（2002年）
- 奥様は警視総監5（2009年） - OL 役
- Dr.検事モロハシ（2012年） - レポーター 役

テレビ朝日
- 京都迷宮案内 第3シリーズ（2001年） - 母親 役

熊本放送
- 春、陽だまりの町（1999年） - 主人公 役

BS朝日
- 7万人探偵ニトベ（2009年） - クレーマー 役

### ラジオドラマ
NHK-FM
- あくびと風の威力（2001年）

### 舞台
- 飛龍伝（2004年）
- ピアソラータ・九月の夜空（2004年）
- 石川五右衛門（2005年）
- 食卓の光景（2006年）
- 俺たちがドラマだ!〜夏のせいかしら〜（2007年） - 主演
- 紅弁天部隊上海へ行く（2010年）

### CM
- EPSON「ビジネスインクジェット」（2012年 - 2014年）
- アートネイチャー「ジュリアオージェ」（2013年 - 2014年）
- プリンススキーリゾート（2013年 - 2014年）
- 近畿ろうきん（2014年）
- 内閣府「消費者保護」（2014年）

他多数

### VP
- シマンテック「ノートン・セキュリティ対策ソフト」（2013年 - 2014年）
- テイジン「あっちこっちふきん」（2013年 - 2014年）

### スチール
- パルコム（2009年 - 2013年）※WEBもあり
- 花王「ビオレ」（2013年）※WEB